# Bellevalia tristis
Bellevalia tristis är en sparrisväxtart som beskrevs av Joseph Friedrich Nicolaus Bornmüller. Bellevalia tristis ingår i släktet Bellevalia och familjen sparrisväxter. Inga underarter finns listade i Catalogue of Life.